# José de Posada Herrera
 (février 2023).
Si vous disposez d'ouvrages ou d'articles de référence ou si vous connaissez des sites web de qualité traitant du thème abordé ici, merci de compléter l'article en donnant les références utiles à sa vérifiabilité et en les liant à la section « Notes et références ».
Pour les articles homonymes, voir Posada et Herrera.
José Posada Herrera né le 31 mars 1814 à Llanes et mort le 7 septembre 1885 est un juriste et homme d'État espagnol.

## Biographie
Il étudie le droit et l'économie, une matière qu'il enseigne à l'Université d'Oviedo en 1838. Il est député pour le parti progressiste de 1839 à 1841. Plus tard, il intègre le parti modéré et combat durement contre son ancien compagnon Salustiano Olózaga et collabore à la chute d'Espartero durant la Régence. En 1853, il est élu ministre de l'Intérieur dans le gouvernement de Javier de Istúriz, ministre de la Grâce et de la Justice en 1859 et 1862, puis il intègre un nouveau gouvernement de Leopoldo O'Donnell en 1865, à la fin des gouvernements de l'Union libérale.
Il est par la suite ambassadeur devant le Saint-Siège. Il participe à la rédaction de la Constitution de 1869 et de Constitution de 1876. Il est président du Congrès des députés durant la Restauration bourbonienne et en 1881 président du Conseil d'État, où quelques années auparavant, il avait déjà été secrétaire. Il est nommé Président du Gouvernement en 1883. Il est membre de l'Académie royale de jurisprudence et de législation et président de l'Athénée de Madrid,.